# Веллиос, Апостолос
Апо́столос Ве́ллиос (греч. Απόστολος Βέλλιος; 8 января 1992, Салоники) — греческий футболист, нападающий кипрского клуба «Неа Саламина». Выступал за сборную Греции.

## Клубная карьера

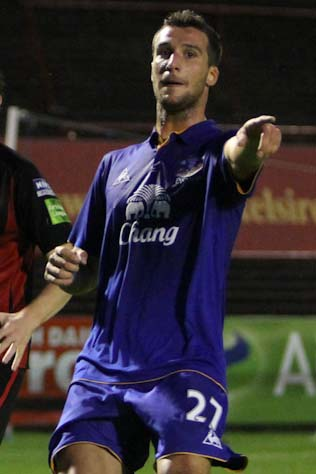
Веллиос в 2011 году

Веллиос начал профессиональную карьеру в 2008 году в «Ираклисе». Его дебют за основную команду состоялся 26 апреля 2009 года в матче против «Ксанти», когда он вышел на замену в последнем матче сезона 2008/09. Свой первый гол за «Ираклис» он забил 7 ноября 2009 года на стадионе «Караискакис» в ворота «Олимпиакоса».
В середине сезона 2010/11 молодой нападающий своей игрой привлёк интерес таких греческих грандов, как «Олимпиакос» и АЕК, однако предпочёл продолжить карьеру в другом чемпионате и 31 января 2011 года перешёл в английский «Эвертон», где сначала играл за резервную команду.
Дебют Веллиоса за основной состав «ирисок» состоялся 2 апреля 2011 года в матче «Эвертона» против «Астон Виллы». Нападающий вышел на замену на 80 минуте игры.
Первый гол за «Эвертон» Веллиос забил 17 сентября 2011 года в ворота «Уигана». В этом матче «Эвертон» праздновал победу со счётом 3:1, а мяч Веллиоса стал победным. Свой второй гол в составе клуба из Ливерпуля Веллиос забил 15 октября 2011 года в ворота «Челси». Футболист вышел на замену при счёте 3:0 в пользу лондонского клуба и уже через 18 секунд после своего появления на поле сумел сократить преимущество «Челси». Матч так и завершился поражением «Эвертона» со счётом 1:3. Всего за «Эвертон» в сезоне 2011/12 сыграл 13 матчей, забил 3 гола и был признан лучшим молодым игроком сезона в клубе.
22 августа 2024 года перешёл в кипрский клуб «Неа Саламина», подписав однолетний контракт.

## Карьера в сборной
Веллиос выступал за различные юношеские сборные Греции. В 2011—2013 годах играл за молодёжную сборную.

## Достижения
- Молодой игрок года ФК «Эвертон»: 2011/12

## Статистика выступлений

### Клубная
| Клуб             | Сезон            | Лига | Лига | Кубки | Кубки | Еврокубки | Еврокубки | Прочее | Прочее | Итого | Итого |
| Клуб             | Сезон            | Игры | Голы | Игры  | Голы  | Игры      | Голы      | Игры   | Голы   | Игры  | Голы  |
| ---------------- | ---------------- | ---- | ---- | ----- | ----- | --------- | --------- | ------ | ------ | ----- | ----- |
| Ираклис          | 2008/09          | 1    | 0    | 0     | 0     | 0         | 0         | 0      | 0      | 1     | 0     |
| Ираклис          | 2009/10          | 9    | 2    | 0     | 0     | 0         | 0         | 0      | 0      | 9     | 2     |
| Ираклис          | 2010/11          | 12   | 2    | 0     | 0     | 0         | 0         | 0      | 0      | 12    | 2     |
| Ираклис          | Итого            | 22   | 4    | 0     | 0     | 0         | 0         | 0      | 0      | 22    | 4     |
| Эвертон          | 2010/11          | 3    | 0    | 0     | 0     | 0         | 0         | 0      | 0      | 3     | 0     |
| Эвертон          | 2011/12          | 13   | 3    | 2     | 0     | 0         | 0         | 0      | 0      | 15    | 3     |
| Эвертон          | 2012/13          | 6    | 0    | 0     | 0     | 0         | 0         | 0      | 0      | 6     | 0     |
| Эвертон          | 2013/14          | 0    | 0    | 0     | 0     | 0         | 0         | 0      | 0      | 0     | 0     |
| Эвертон          | Итого            | 22   | 3    | 2     | 0     | 0         | 0         | 0      | 0      | 24    | 3     |
| Блэкпул          | 2013/14          | 2    | 0    | 0     | 0     | 0         | 0         | 0      | 0      | 2     | 0     |
| Блэкпул          | Итого            | 2    | 0    | 0     | 0     | 0         | 0         | 0      | 0      | 2     | 0     |
| Всего за карьеру | Всего за карьеру | 46   | 7    | 2     | 0     | 0         | 0         | 0      | 0      | 48    | 7     |